# Erratischer Block

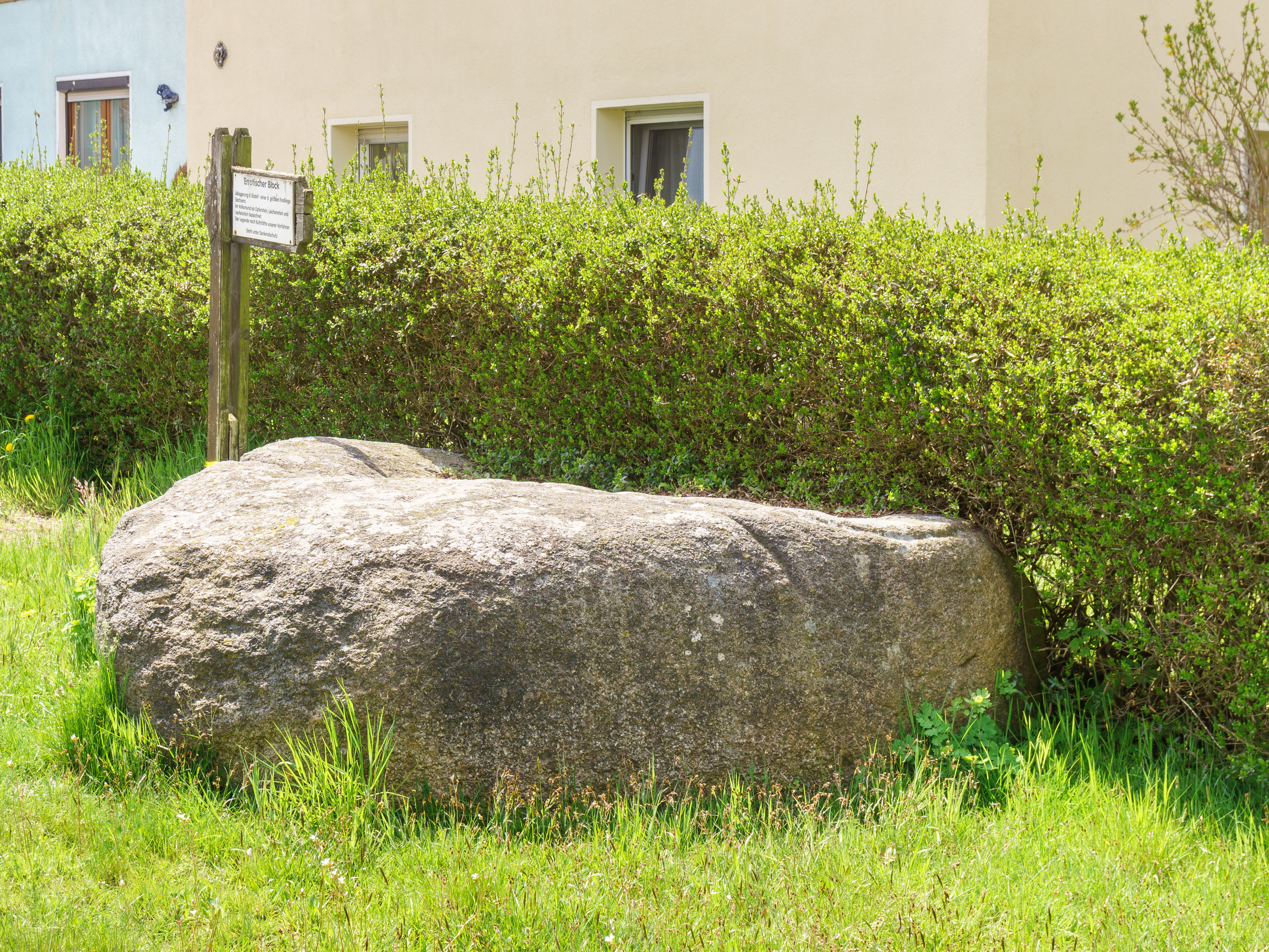
Erratischer Block in Sitzenroda (Sachsen), ein Findling

Als erratischer Block, Erratikum, deutsch Irrblock (lateinisch errare‚ [umher]irren), werden in den Geowissenschaften diejenigen Steinblöcke bezeichnet, die durch seltenere geophysikalische Prozesse oder menschliches Zutun nicht dort liegen, wo man sie erwartet hätte. Man spricht auch von ortsfremdem Gestein (Fremdling).

## Beschreibung
Allgemein liegen Steine (also lose gewordener Felsen, Lockergestein) in situ (am Originalort, etwa bei der Wollsackverwitterung). Hangschutt, Geschiebe (durch fluvatile Verfrachtung), Sediment oder Gesteinsreste sind normalerweise in dem Boden vorhanden, der in situ oder als Sediment aus diesem Muttergestein entsteht, – ein Beispiel hierfür sind Lesesteine. Es gehört zum normalen Verwitterungskreislauf, dass sich das Sediment wieder verfestigt und zu Gestein wird. Manche Steine sind aber irregulärer Herkunft, da sie durch seltenere geophysikalische Prozesse verfrachtet wurden.
Beispiele erratischer Blöcke im eigentlichen Sinne sind:
- Findlinge sind von Gletschern verfrachtete Felsblöcke (glaziale Erratika) – die weitaus häufigste Form
- Driftblöcke (Dropsteine), von Treibeis verfrachtetes Gestein (glaziomarine Findlinge am Meeresboden, aber auch an Land, etwa mit der Flut landeinwärts verfrachtet)[3]
- Erratisches Geschiebe im Allgemeinen (neben Findlingen auch Gerölle außerhalb der regulären Flussbetten, etwa durch extreme Ausnahme-Hochwässer)[4]
- (erratische) Korallenblöcke, von Sturm und Gezeiten verfrachtetes Abbruchmaterial von Korallenriffen.[5][1]
- in der Höhlenkunde bezeichnen Erratika von außen in die Höhle eingebrachtes Material (erratisches Sediment, selten in Form großer Blöcke)[1]
- Wandernde Felsen (Windverfrachtung auf Eisunterlage)

Noch im Gestein können erratische Psephite auftauchen, in Konglomerat oder Breccie, selten auch in Sandsteinen und vergleichbarem Feinsediment. Innerhalb dieses (klastischen) Sedimentits bezeichnet man sie auch als exotische Klasten.
Sehr selten sind Erratika biogener Herkunft (etwa fossile Magensteine, Gastrolithe), etwas häufiger solche durch biogenen Transport, etwa mit verschwemmten Wurzelstöcken.
Weitaus häufiger sind aber vom Menschen verschleppte Steine (anthropogene Erratika). Abgesehen von Handelsware wie Feuerstein und Edelsteinen transportiert der Mensch spätestens seit der Jungsteinzeit auch größere Steinblöcke über weitere Entfernungen. Daher ist bei einem Erratikum unklarer Herkunft immer zuerst die Frage, ob es einen geologischen oder archäologischen Sachverhalt darstellt. Diese Nutzsteine gehen vergleichsweise schnell wieder in den natürlichen Kreislauf über (etwa durch Hochwasser weggerissene Uferbauten im Geschiebe). Neben diversem Baumaterial finden sich am Meeresboden oder sogar an Stränden beispielsweise auch Ballaststeine. Im weitesten Sinne gehören dazu auch die vom Menschen hergestellten „Gesteine“ (mineralische Materialien wie gebrannte Tone, Glas, Beton etc.).
In den Fokus der geologischen Untersuchen traten die Erratika schon im 17. Jahrhundert – hier findet sich der Ausdruck Lapis Tragomontanus. Ab dem 19. Jahrhundert, als die glaziale Deutung gesichert war, wurde dann zunehmend erratischer Block und Findling als synonym gedeutet, bis einzelne modernere Fachgebiete weitere irreguläre Verfrachtungen klassierten und den Begriff wieder erweiterten.

## Bildergalerie

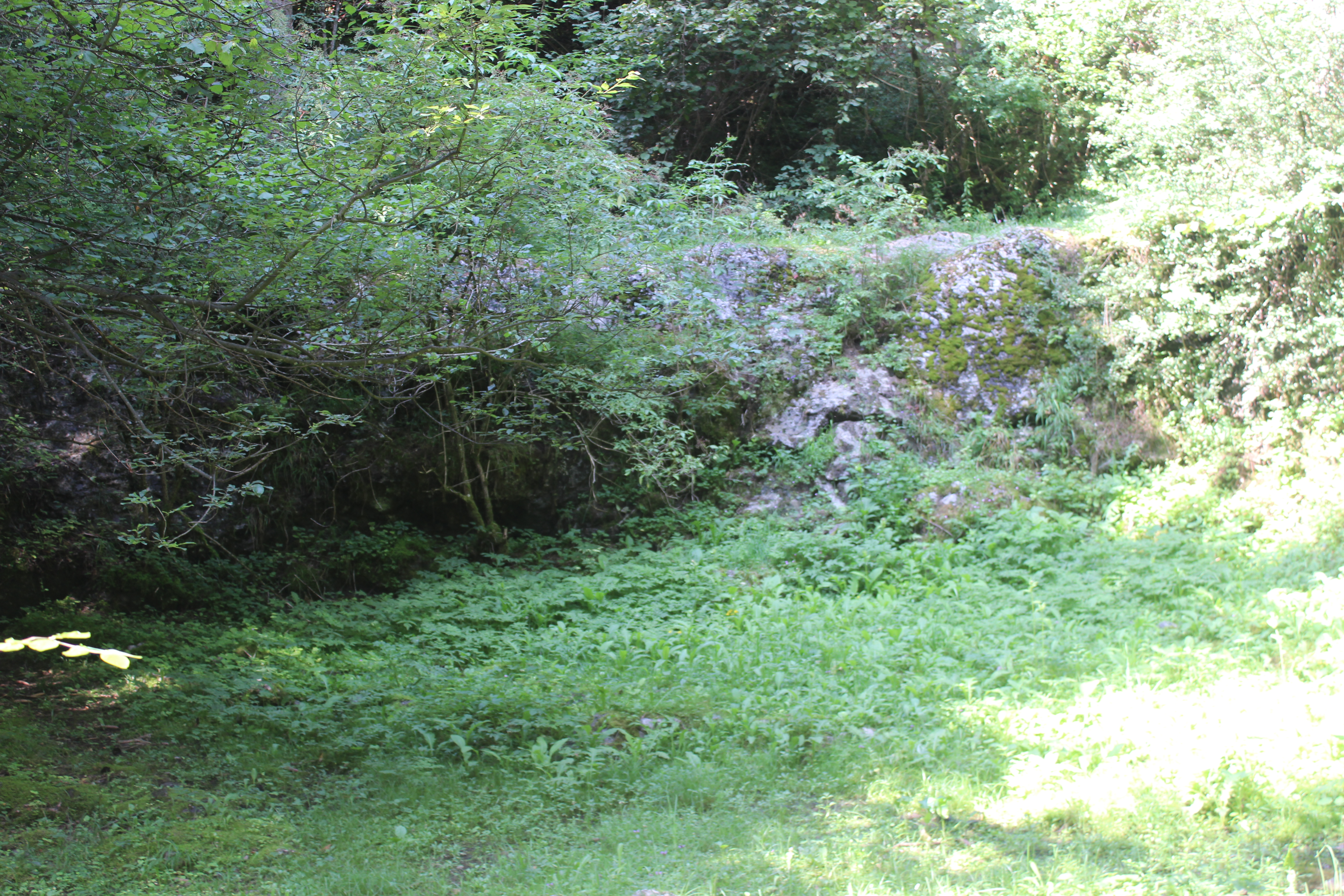
Findling östlich von Lindenberg, erratischer Block (2020)

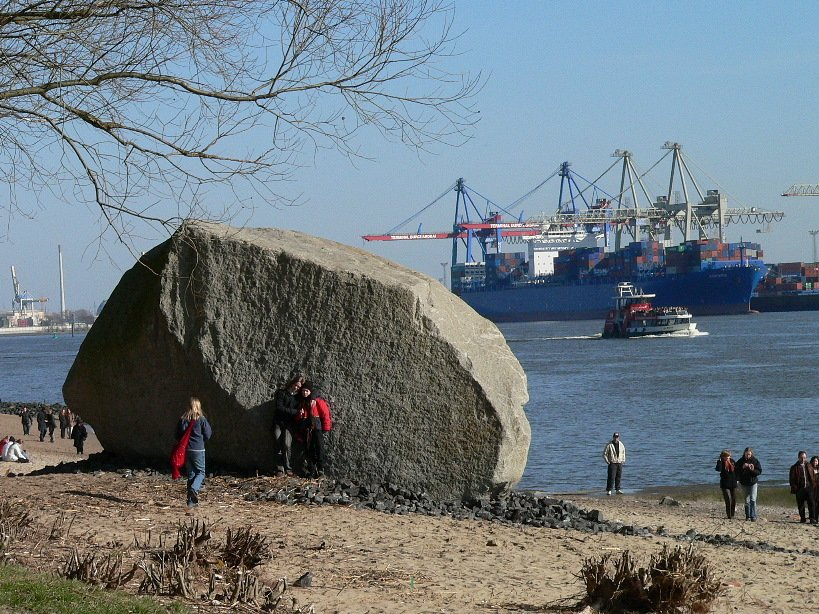
Findling Alter Schwede am Hamburger Elbufer
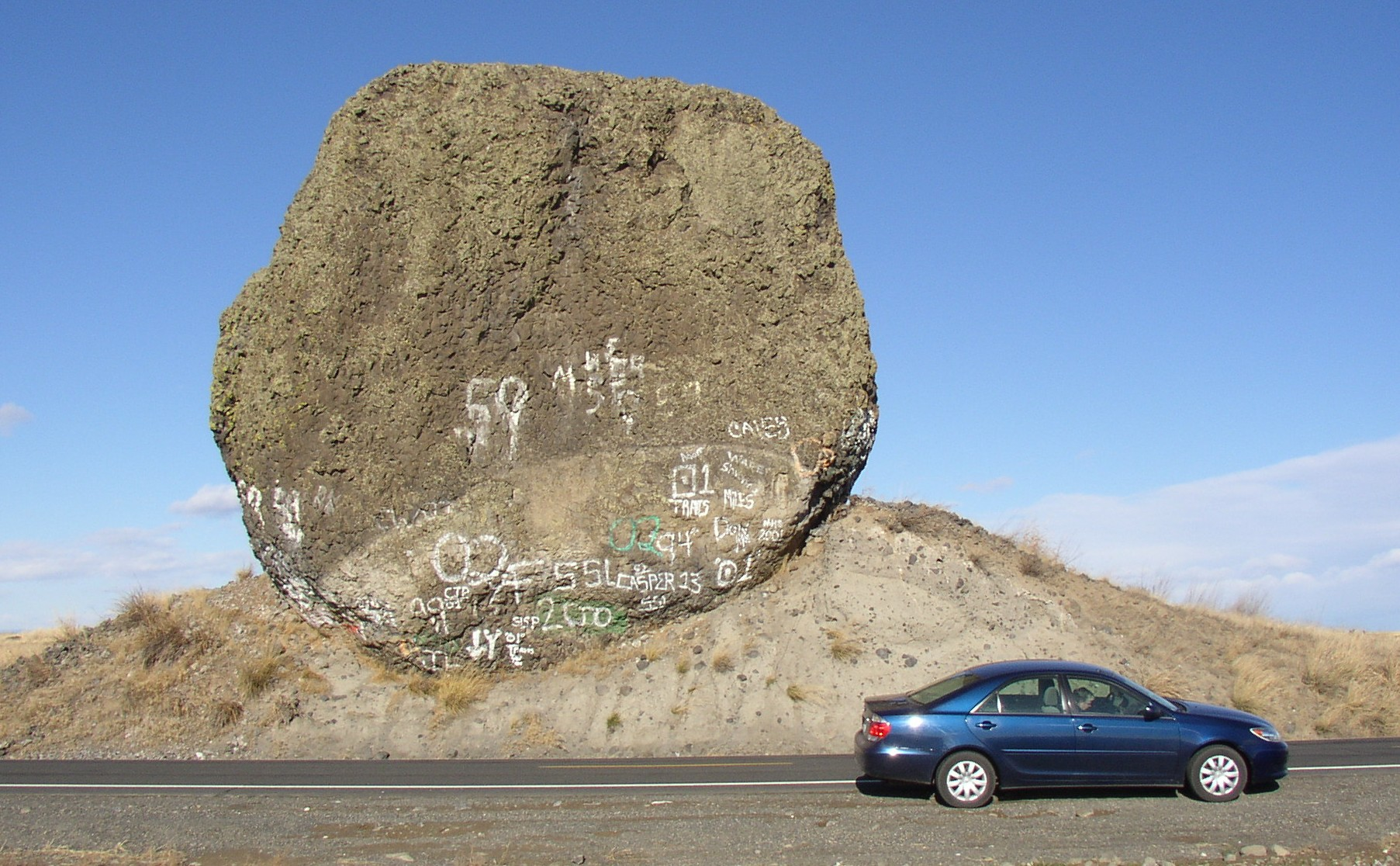
Yeager Rock, auf einer Moräne liegend mit weiterem Gletscherschliff (Waterville Plateau, Washington)
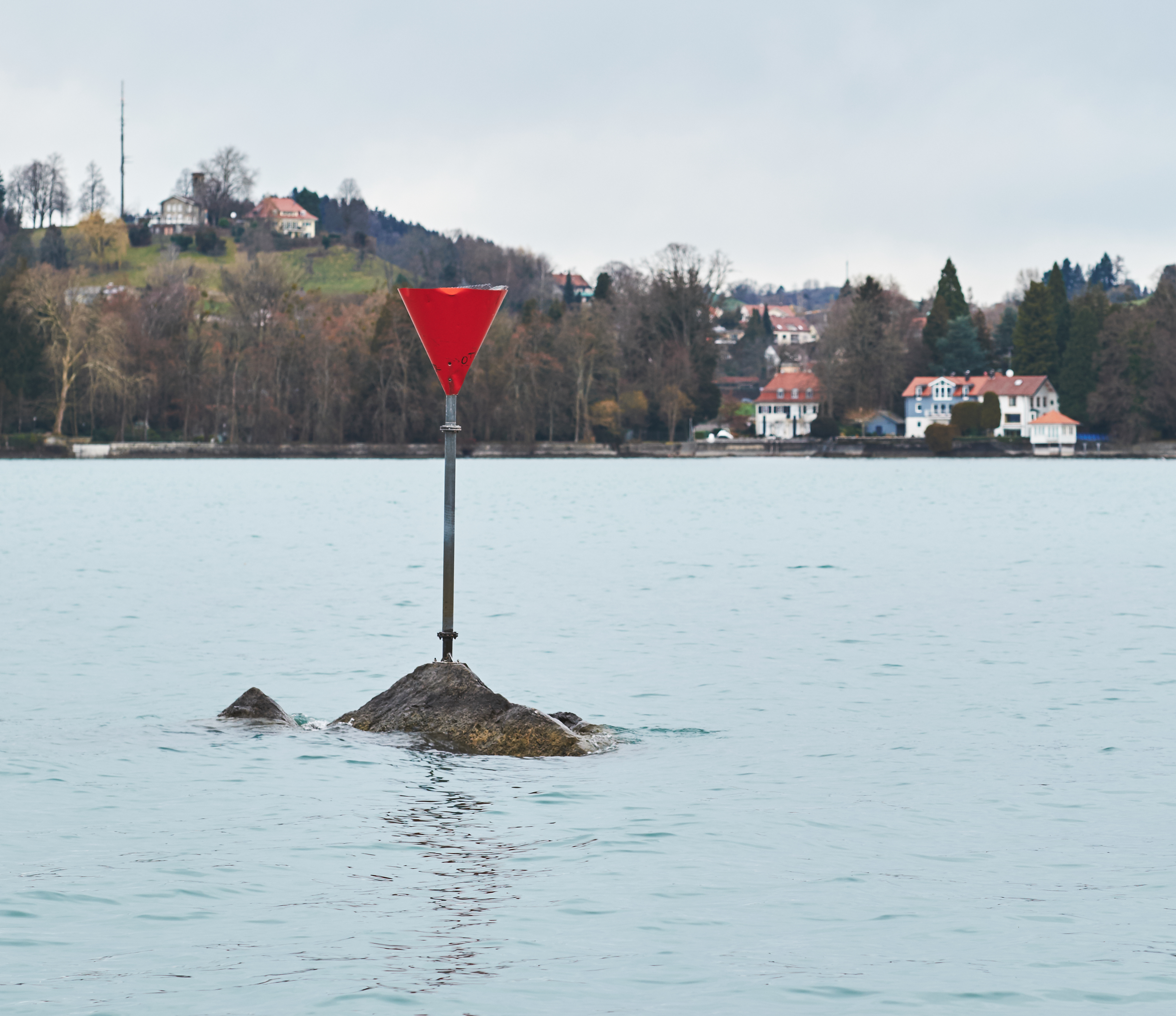
Hexenstein im Bodensee bei Lindau
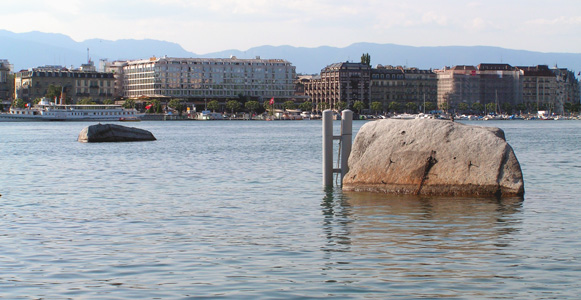
Pierres du Niton im Genfersee bei Genf